# Casa del Bunyolero
La Casa del Bunyolero és un edifici del centre de Terrassa (Vallès Occidental), protegit com a bé cultural d'interès local.

## Descripció

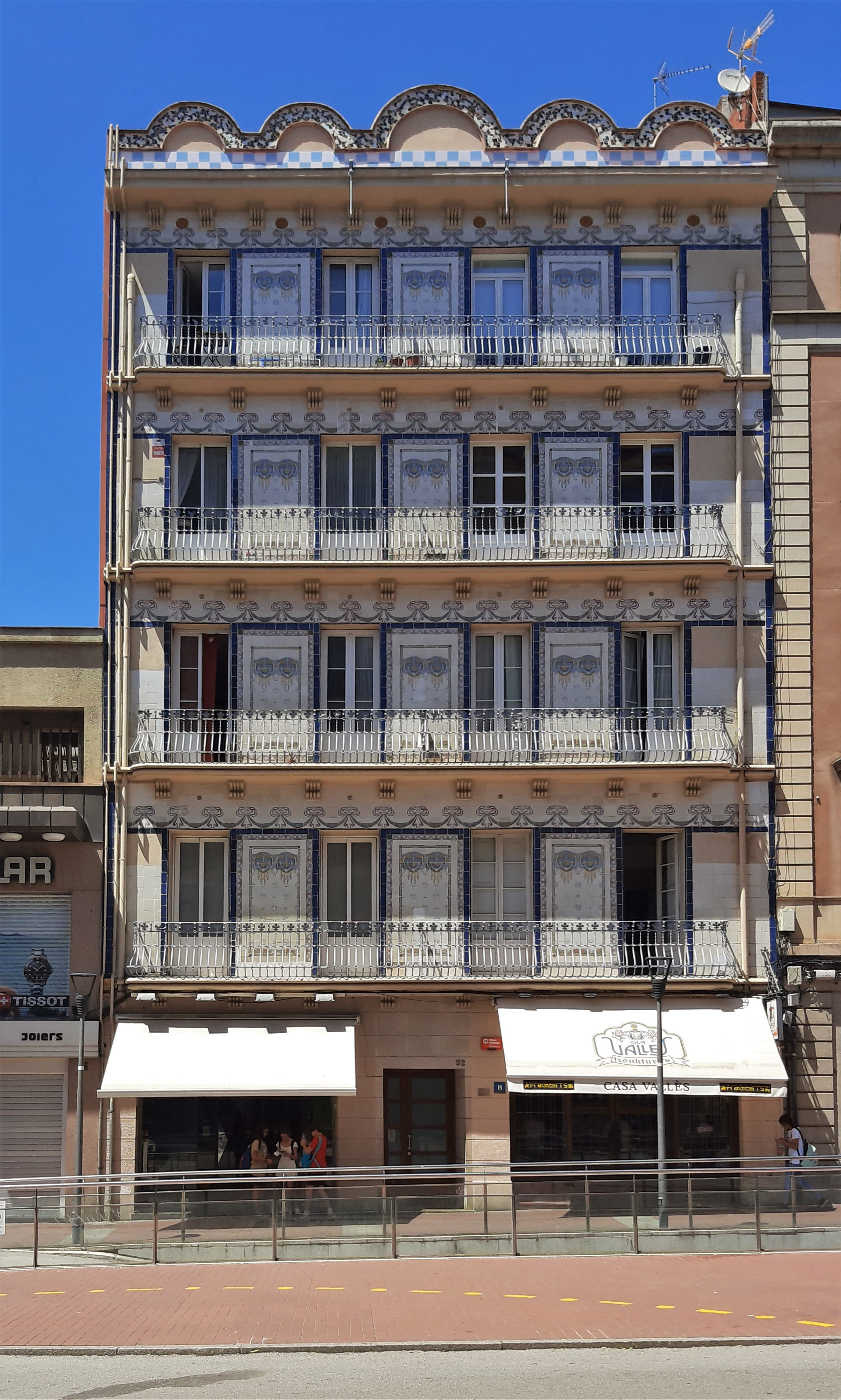
Façana de l'edifici

Es tracta d'un edifici entre mitgeres, de planta baixa i quatre pisos. La façana és de composició simètrica i molt regular, amb grans balconades de ritme horitzontal que equilibren les obertures, d'un marcat ritme vertical. L'edifici és interessant per la seva decoració exterior, amb majòliques que cobreixen la totalitat de la façana i que arriben fins al remat superior, compost per cornisa i barana ondulada de trencadís de ceràmica. El dibuix de les majòliques, sobre fons blanc, emmarca les obertures dels balcons i crea unes sanefes horitzontals a cada planta, alhora que reomple els panys de paret intermedis amb plafons de motius florals (garlandes, penjolls, flors). Les baranes dels balcons són de ferro forjat, que reprodueixen també motius florals. La planta baixa actualment es troba molt reformada per allotjar-hi locals comercials.

## Història
L'aspecte actual de l'edifici és degut a una reforma de l'arquitecte modernista Josep Maria Coll i Bacardí, duta a terme l'any 1916.